# Евгений Христодулу
Евгениос (на гръцки: Ευγένιος) е гръцки духовник, митрополит на Вселенската патриаршия.

## Биография
Роден e в южномакедонския град Кожани, тогава Османската империя, днес Гърция в семейството на поп Томас Христодулу и Елени и затова носи презимето Папатомас (Παπαθωμάς) и фамилията Христодулу (Χριστοδούλου). Учи в църковното училище Ризарио и филология и философия в Атинския университет. Чичо му кожанският владика Евгений го ръкополага в 1884 година за дякон, а по-късно за свещеник. След смъртта на Евгений в 1889 година заминава за Цариград, където става председател на общините в Мега Ревма, Кондоскали и Фериккьой. До 1900 година е протосингел на Кизическата митрополия, а до 1906 година протосингел на Никейската при митрополит Йероним Никейски.
На 27 април 1906 година е избран и на 7 май в Киос е ръкоположен за амфиполски епископ, викарий на Никейската митрополия. Ръкополагането му е извършено от митротолит Йероним Никейски в съслужение с митрополитите Натанаил Бурсенски и Константин Веленски.
На 10 септември 1913 година оглавява Силиврийската епархия. На 20 май 1926 година е избран за сервийски и кожански митрополит, но не заминава за Кожани и пази титлата до 26 март 1927 година, когато отново си връща титлата силиврийски митрополит, която запазва до смъртта си в 1934 година.